# ديف بوث
ديف بوث (بالإنجليزية: Dave Booth)‏ (2 أكتوبر 1948 في المملكة المتحدة - ) هو لاعب كرة قدم بريطاني في مركز الظهير. لعب مع غريمسبي تاون ونادي بارنسلي.

## وصلات خارجية
- ديف بوث على موقع قاعدة بيانات كرة القدم.إي يو (الإنجليزية)
- ديف بوث على موقع Soccerbase.com (مدرب) (الإنجليزية)